# Отношение предпочтения
Отношение предпочтения в теории потребления — формальное описание способности потребителя сравнивать (упорядочивать по желательности) разные альтернативы (потребительские наборы, наборы товаров). С математической точки зрения любая система предпочтение представляет собой бинарное отношение (предпорядок, строгий порядок или эквивалентность) на множестве допустимых альтернатив.
Понятие предпочтений лежит в основе ординалистской (порядковой) теории полезности. Потребителю достаточно уметь сравнивать между собой различные альтернативы. В частности, если существует функция полезности, то её числовые значения позволяют проводить такое сравнение. Большее значение функции соответствует более предпочтительной альтернативе. При этом полезность в ординалистской теории является субъективной, так как отсутствует эталон и общепринятные единицы её измерения. Поэтому сами числовые значения и разность между ними ничего не говорят о уровне удовлетворенности потребителя и степени предпочтительности одной альтернативы перед другой. В кардиналистской (числовой) теории полезности числовые значения, наоборот, свидетельствуют и об уровне удовлетворенности потребителя и о степени предпочтительности альтернативы. Ординалистский подход является основным в современной микроэкономике. Тем не менее это не исключает возможности оценивать изменения полезности (благосостояния потребителя) в денежных единицах (см. Компенсирующая вариация и Эквивалентная вариация).
Для теории потребительского выбора основополагающее значение имеют рациональные предпочтения.
Понятие предпочтений наряду с бюджетным ограничением используется при постановке задачи потребителя.

## Определение

### Множество допустимых альтернатив
Множество допустимых альтернатив, на котором задается отношение предпочтения, может иметь произвольную, не обязательно числовую природу (см., например, Парадокс Кондорсе). Однако чаще всего рассматривают подмножества в {\displaystyle \mathbb {R} ^{L}}, которые описываются числовыми значениями.
Пусть {\displaystyle l=1,2,...L} — доступные блага, которые являются бесконечно делимыми. Каждая альтернатива (потребительский набор) описывается упорядоченным набором {\displaystyle x=(x_{1},x_{2},...,x_{L})} и может быть отождествлен с точкой пространства {\displaystyle \mathbb {R} ^{L}}. Множество всех физически допустимых наборов называется множеством допустимых альтернатив. Множество допустимых альтернатив вообще говоря не совпадает с {\displaystyle \mathbb {R} ^{L}} и может являться его несобственным подмножеством {\displaystyle X\subset \mathbb {R} ^{L}}. Например, можно предположить, что потребитель делает выбор в неотрицательной области {\displaystyle \mathbb {R} _{+}^{L}}.

### Отношение слабого (нестрогого) предпочтения
Отношение (слабого, нестрогого) предпочтения {\displaystyle \{\succeq \}} является бинарным полным (линейным) отношением предпорядка на множестве допустимых альтернатив {\displaystyle X}, то есть обладает свойствами:
1. Полнота: {\displaystyle \forall x,y\in X,x\succeq y\lor y\succeq x}
2. Транзитивность: {\displaystyle \forall x,y,z\in X} выполняется {\displaystyle x\succeq y\land y\succeq z=>x\succeq z}

Из этих двух свойств непосредственно следует также рефлексивность этого отношения, то есть {\displaystyle \forall x\in X,x\succeq x}.
Пара {\displaystyle (X,\succeq )} называется полем преимуществ. Запись {\displaystyle x\succeq y} означает, что потребитель предпочитает набор {\displaystyle x} по сравнению с набором {\displaystyle y} или эти наборы являются равноценными для потребителя; читается так: «{\displaystyle x} преобладает над (или не хуже, слабо предпочтительнее) {\displaystyle y}», «{\displaystyle x} слабо преобладает над {\displaystyle y}» или «{\displaystyle x} не хуже {\displaystyle y}».

### Отношение строгого предпочтения
Отношение строгого предпочтения {\displaystyle \{\succ \}} определяется как бинарное отношение строгого порядка на множестве допустимых альтернатив. Его можно определить двумя эквивалентными способами:
1. Асимметричность и отрицательная транзитивность:
- Асимметричность, то есть если верно {\displaystyle x\succ y}, то неверно {\displaystyle y\succ x}
- Отрицательная транзитивность, то есть если одновременно не верно {\displaystyle x\succ y} и {\displaystyle y\succ z}, то не верно и {\displaystyle x\succ z}

2. Иррефлексивность и транзитивность
- Иррефлексивнность, то есть не существует такого {\displaystyle x\in X}, что {\displaystyle x\succ x}
- Транзитивность: {\displaystyle x\succ y\land y\succ z=>x\succ z}

Запись {\displaystyle x\succ y} означает, что набор {\displaystyle x} для потребителя лучше набора {\displaystyle y}, читается как «x строго преобладает над y», «x лучше y».

### Отношение безразличия
Отношение безразличия {\displaystyle \{\sim \}} определяется как отношение эквивалентности на множестве допустимых альтернатив, то есть удовлетворяет следующим аксиомам:
- Рефлексивность: {\displaystyle \forall x,x\sim x}

- Симметричность: {\displaystyle \forall x,y,x\sim y<=>y\sim x}

- Транзитивность: {\displaystyle \forall x,y,z,x\sim y\land y\sim z<=>x\sim z}

Запись {\displaystyle x\sim y} означает, что эти наборы являются равноценными для потребителя, читается как «x равноценно y», «x находится в отношении безразличия к y».
Как и любое отношение эквивалентности, отношение безразличия разбивает множество допустимых альтернатив на непересекающиеся классы безразличия, каждый из которых состоит из попарно эквивалентных (безразличных) наборов.
Необходимо отметить, что определённое таким образом отношение безразличия может выделить весьма неоднородные классы эквивалентности. Во-первых, это могут быть реально (с точки зрения потребителя) эквивалентные наборы. Во-вторых, это могут быть несравнимые альтернативы, которые в таком случае формально между ними будет иметь место отношение безразличия (ибо нет критерия по которому можно предпочесть один из несравнимых наборов). В третьих, безразличие также может быть связано с отсутствием достаточной информации об альтернативах.

### Неоклассическая система предпочтений
Система предпочтений ({\displaystyle \sim ,\succ ,\succeq }), включающая в себя определённые выше отношение безразличия, строгое и нестрогое отношения предпочтения называется неоклассической, если они взаимосвязаны «естественным» образом. В случае, если за основу взять строгое отношение предпочтения, то эту взаимосвязь можно выразить следующим образом.
1. Нестрогое предпочтение эквивалентно отрицанию обратного строгого предпочтения (то есть {\displaystyle x} «не хуже» {\displaystyle y} эквивалентно тому, что {\displaystyle y} не «лучше» {\displaystyle x})
2. Отношение безразличия эквивалентно отрицанию прямого и обратного строгих предпочтений (то есть безразличие означает, что {\displaystyle x} не «лучше» и не «хуже» {\displaystyle y}).
Если же за основу брать нестрогое отношение предпочтения, то соответственно.
1. Строгое предпочтение эквивалентно тому, что имеет место нестрогое предпочтение и неверно обратное нестрогое предпочтение, то есть: {\displaystyle x\succ y<=>x\succeq y\land \lnot (y\succeq x)}.
2. Отношение безразличия эквивалентно одновременной справедливости «прямого» и «обратного» отношения нестрогого предпочтения: {\displaystyle x\sim y<=>x\succeq y\land y\succeq x}
Для неоклассических предпочтений выполнены следующие свойства
- {\displaystyle \forall x,y\in X} выполняется ровно одно из отношений {\displaystyle x\sim y,x\succ y} или {\displaystyle y\succ x}.
- {\displaystyle x\succeq y\land y\succ z=>x\succ z}
- {\displaystyle x\succ y\land y\succeq z=>x\succ z}

### Рациональное предпочтение
Предпочтение, удовлетворяющее свойствам полноты и транзитивности называется рациональным. С интуитивной точки зрения рациональное предпочтение описывает способность потребителя ко внутренне согласованному, непротиворечивому выбору. Оно является необходимым (но не достаточным) условием существования функции полезности.

## Свойства отношений предпочтения
Предпочтения называются локально ненасыщаемыми, если для любого допустимого набора {\displaystyle x\in X} в любой его окрестности найдется другой допустимый набор {\displaystyle x\in X}, такой что {\displaystyle x'\succ x}.
Предпочтения называются монотонными, если для всех {\displaystyle x\in X} и всех {\displaystyle y\in X} из {\displaystyle x\geq y} следует, что {\displaystyle x\succeq y}.
Предпочтения называются строго монотонными, если из {\displaystyle x\geq y} и {\displaystyle x\neq y} следует {\displaystyle x\succ y}.
Свойство локальной ненасыщаемости является наиболее слабым, так как следует из монотонности и строгой монотонности. Монотонность в свою очередь следует из строгой монотонности. Интуитивно монотонность означает, что потребитель предпочитает большее количество благ меньшему.
Предпочтения называются непрерывными, если для любых сходящихся последовательностей допустимых наборов {\displaystyle {x_{n}},{y_{n}}} ({\displaystyle x_{n}\in X,y_{n}\in X}), таких что {\displaystyle x_{n}\succ y_{n}} при всех {\displaystyle n}, пределы которых {\displaystyle x=\lim _{n\to \infty }x_{n}} и {\displaystyle y=\lim _{n\to \infty }y_{n}} являются допустимыми наборами ({\displaystyle x\in X}, {\displaystyle y\in X}), выполнено {\displaystyle x\succ y}.
Предпочтения называются выпуклыми, {\displaystyle x\in X} и всех {\displaystyle y\in X}, таких что {\displaystyle x\succeq y} и числа {\displaystyle \alpha \in \lbrack 0,1\rbrack }, выполнено {\displaystyle \alpha x+(1-\alpha )y\succeq y}.
Предпочтения называются строго выпуклыми, {\displaystyle x\in X} и всех {\displaystyle y\in X}, таких что {\displaystyle x\succeq y} и числа {\displaystyle \alpha \in \lbrack 0,1\rbrack }, выполнено {\displaystyle \alpha x+(1-\alpha )y\succ y}.
Интуитивно выпуклость означает, что потребители предпочитают комбинации благ вместо чистых наборов, состоящих преимущественного из одного блага.

## Функция полезности
Непосредственное использование понятия предпочтений не всегда удобно. Особенно в тех случаях, когда множество альтернатив бесконечно (в частности, несчетно). Поэтому удобно представлять предпочтения с помощью функции полезности. Функция полезности каждому потребительскому набору ставит в соответствие некоторое вещественное число (полезность) так, что лучшему набору присваивается большее число. Наборам, находящихся в отношении безразличия, присваиваются одни и те же числа.
Функция полезности существует не всегда. В частности, её существование гарантируется теоремой Дебре, согласно которой для непрерывных рациональных предпочтений всегда существует непрерывная функция полезности, представляющая эти предпочтения.
Необходимо отметить, что требование транзитивности отношений предпочтения далеко не очевидно, а именно, если брать последовательно близкие наборы благ, то они попарно будут безразличны потребителю, а из транзитивности будет следовать и безразличие между первым и последним набором этой последовательности, что очевидно не так (первый и последний набор уже отличаются ощутимо и не могут быть эквивалентны). Поэтому иногда рассматривают нетранзитивные отношения предпочтения. В таком случае можно показать, что если отношение нестрогого предпочтения является полным и замкнутым, то существует непрерывная антисимметричная функция {\displaystyle f(x,y)}, такая, что знак этой функции определяет отношение строгого предпочтения и отношение безразличия (то есть если значение функции положительно, то {\displaystyle x} лучше {\displaystyle y} в смысле строгого предпочтения, если отрицательно то {\displaystyle x} хуже {\displaystyle y} в том же смысле и, наконец, если она равна нулю, то наборы безразличны). Это так называемая обобщенная функция полезности, ставящая каждой паре альтернатив некоторое число. Если существует также обычная функция полезности, то обобщенная выражается через неё следующим простым способом: {\displaystyle f(x,y)=u(x)-u(y)}.